# Copelatus notius
Copelatus notius är en skalbaggsart som beskrevs av Omer-cooper 1965. Copelatus notius ingår i släktet Copelatus och familjen dykare. Inga underarter finns listade i Catalogue of Life.